# Ter Borght

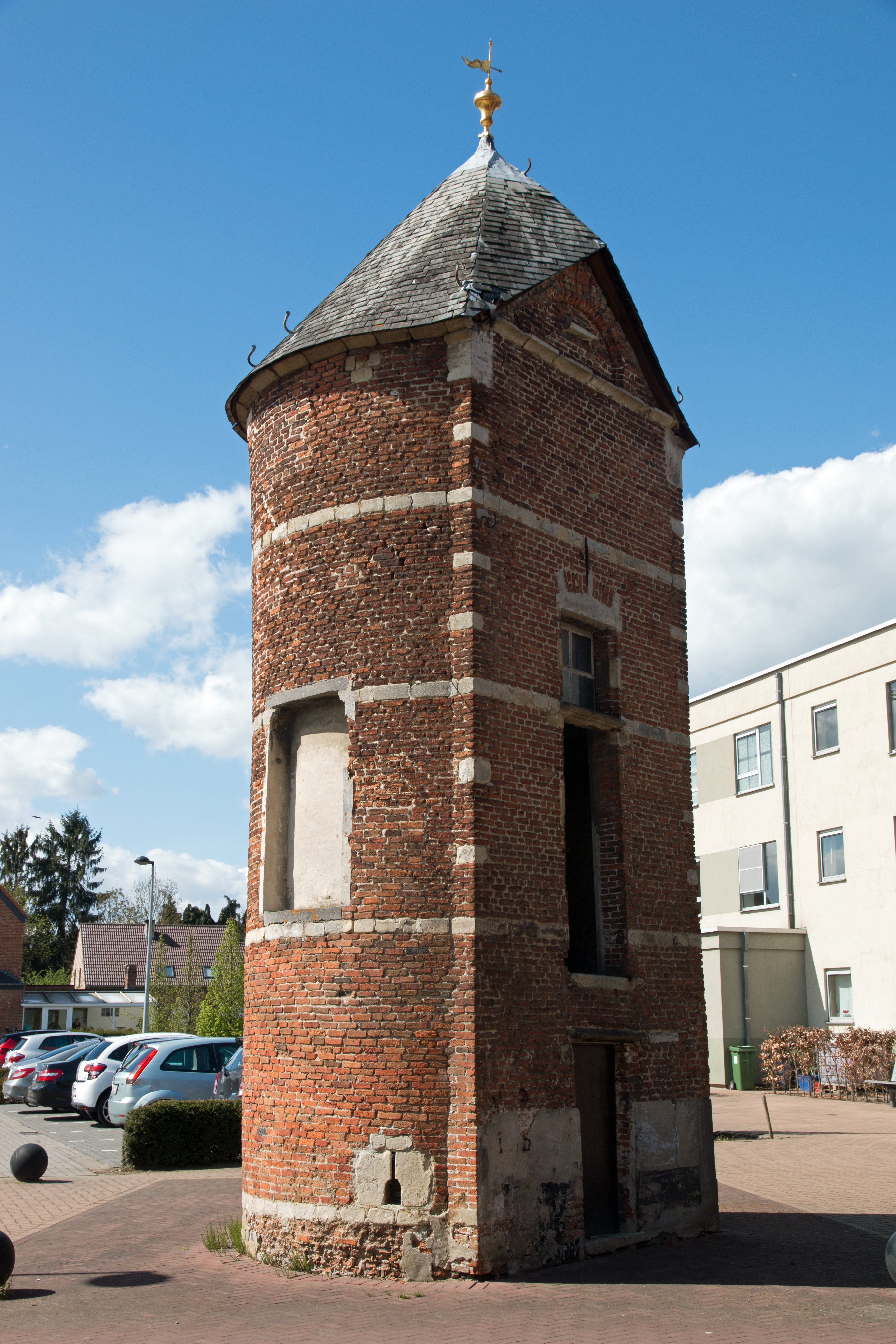
Terborght

Terborght is het restant van een waterkasteel in de Antwerpse gemeente Heist-op-den-Berg gelegen plaats Itegem, gelegen aan de Karel Govaertstraat.

## Geschiedenis
Deze burcht was de zetel van de heren van Itegem. In 1756 werd hij verbouwd tot buitenhuis (huys van plaisantie). In 1895 werd dit huis ingericht als bejaardenhuis. De 18e eeuwse poort en voorgevel werden in 1938 beschermd maar in 1968, toen dit bejaardenhuis werd uitgebreid, werd de bescherming ongedaan gemaakt teneinde genoemde gebouwen te heroprichten in het Openluchtmuseum van Bokrijk. Doch deze herbouw ging niet door, en de gebouwen verdwenen.
Wat bleef was een ronde bakstenen hoektoren met zandstenen muurbanden die in de 16e eeuw gebouwd is en een afgeplatte zijde heeft.